# Herman Chernoff
Herman Chernoff (New York, 1º luglio 1923) è un matematico, statistico e fisico statunitense.

## Biografia
Nato a New York, figlio di Pauline e Max Chernoff, ebrei emigrati dalla Russia, vi compì gli studi, prima presso la Townsend Harris High School e poi conseguendo il titolo di bachelor in matematica e fisica presso il City College nel 1943. Dopo una breve interruzione degli studi a causa del servizio militare, ottenne il Dottorato di ricerca (PhD) presso la Columbia University.
Lavorò quindi presso l'Università di Chicago e poi per tre anni presso il Dipartimento di matematica dell'Università dell'Illinois, per poi trasferirsi a quello di statistica della Stanford University nel 1952. Nel 1974 passò al MIT, ove fondò il Centro di Statistica. Nel 1985 si trasferì al Dipartimento di Statistica dell'Università di Harvard. È stato Presidente dell'Istituto di Statistica matematica e membro eletto sia dell'Accademia Americana delle Arti e delle Scienze, che dell'Accademia nazionale della Scienza.

## Risultati particolari
Nel 1973 Herman Chernoff ha introdotto una tecnica di visualizzazione per illustrare le tendenze nei dati multidimensionali. Questo metodo consiste nel visualizzare i dati multidimensionali a forma di volto umano; i diversi valori dei dati sono abbinati alle caratteristiche del volto, per esempio la larghezza della faccia, il livello delle orecchie, la lunghezza o la curvatura della bocca, la lunghezza del naso, ecc. 
L'idea che sta dietro all'uso delle facce è che le persone riconoscono i volti e notano piccoli cambiamenti senza difficoltà. Questo permette di gestire tutte le variabili in modo diverso. Poiché le caratteristiche dei volti variano a seconda dell'importanza, il modo in cui sono mappate le variabili con le caratteristiche dovrebbe essere scelto con cura (dimensione degli occhi e sopracciglia, inclinazione sono stati rinvenuti importanti).

## Riconoscimenti
Nel 1987 gli è stato assegnato il Premio Samuel S. Wilks.